# Club Sportivo y Biblioteca Atenas
O Club Sportivo y Biblioteca Atenas, também conhecido como Atenas de Río Cuarto ou Atenas, é um clube esportivo localizado em Río Cuarto, cidade da província de Córdoba, na Argentina, fundando em 9 de julho de 1916. A sua principal atividade é o futebol, onde atualmente joga no Torneo Federal A, terceira divisão do futebol argentino para clubes indiretamente afiliados à Associação do Futebol Argentino (AFA).
No futebol, a nível regional, o clube conta com 24 títulos da Liga Regional de Fútbol de Río Cuarto, e a nível nacional, conquistou quatro títulos: três na quinta divisão do Campeonato Argentino de Futebol (Torneo del Interior de 2007, Torneo Federal C de 2016 e 2017) e um na quarta divisão (Torneo Regional Federal Amateur de 2022–23). O clube é proprietário do estádio 9 de Julio, em Río Cuarto, com capacidade para 7.000 espectadores.

## Títulos
| Divisão | Competição                      | Total | Ano(s) / Temporada(s) | Fonte |
| ------- | ------------------------------- | ----- | --------------------- | ----- |
| Quarta  | Torneo Regional Federal Amateur | 1     | 2022–23               |       |
| Quinta  | Torneo Federal C                | 2     | 2016, 2017            |       |
| Quinta  | Torneo del Interior             | 1     | 2007                  |       |

| Divisão  | Competição                            | Total | Ano(s) / Temporada(s) | Fonte |
| -------- | ------------------------------------- | ----- | --------------------- | ----- |
| Primeira | Liga Regional de Fútbol de Río Cuarto | 24    |                       |       |